# نقشه جهان (خرارد فان اسخاخن)

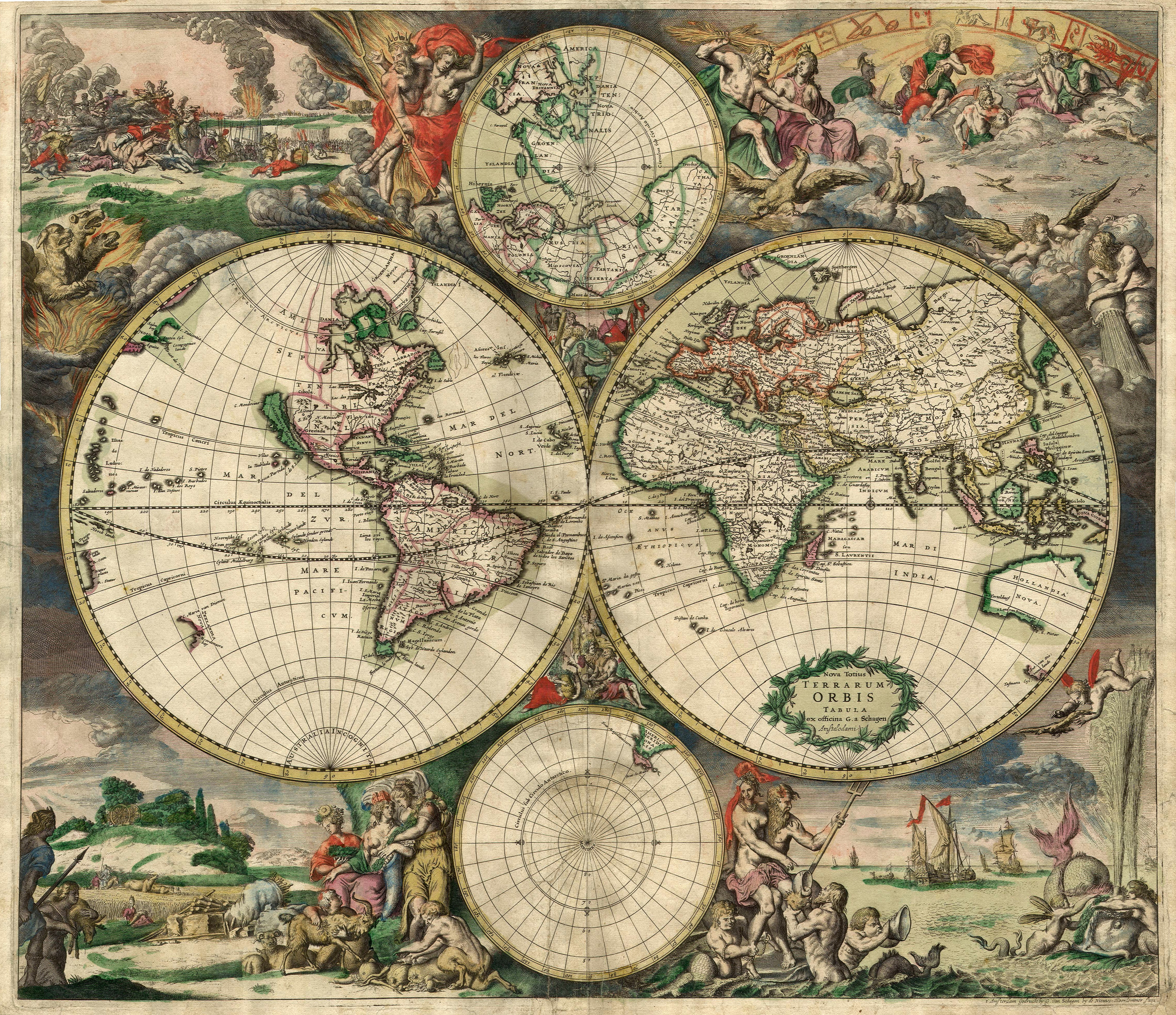
نقشه ۱۶۸۹، این نقشه از به هم پیوستن شش نقشه جدا و همچنین اسکن دقیق تهیه شده‌است.

خرارد فان اسخاخن نقشه‌نگار هلندی در سال ۱۶۸۹ (میلادی) در آمستردام نقشه‌ای از جهان ترسیم کرد. این نقشه  به سبک کنده‌کاری با فلز مس و رنگ‌کاری دستی تزئین شده‌است. نقشه مس‌آرایی شده، نقشه‌ای کمیاب است و فقط یک رونوشت از آن در دانشگاه آمستردام می‌باشد و نسخه‌ای مشابه در کتابخانه‌های آمریکا ندارد. نکته قابل توجه نام خلیج فارس است که به  زبان لاتین قدیمی: Sinus Persicus امروزه:Sinus Persici در نقشه آورده شده است. در این نقشه طول‌ها و عرض‌های جغرافیایی و همچنین خط استوا درج شده‌است. در این سند، نقاشی‌هایی با موضوعات جنگ، جانوران، انسان‌های حیوان‌نما، عشق، دریانوردی، کشاورزی و دامپروری کشیده شده‌است. این نقشه قدیمی امروزه با ابعاد ۴٫۵۶۰ در ۳٫۹۳۶ به صورت دیجیتالی تهیه شده‌است. ابعاد اصلی نقشه ۴۸٫۳ در ۵۶ سانتی‌متر می‌باشد.